# Vryburgia transvaalensis
Vryburgia transvaalensis är en insektsart som först beskrevs av Charles Kimberlin Brain 1915.  Vryburgia transvaalensis ingår i släktet Vryburgia och familjen ullsköldlöss. Inga underarter finns listade i Catalogue of Life.